# Lošonec
Lošonec (Hongaars: Kislosonc) is een Slowaakse gemeente in de regio Trnava, en maakt deel uit van het district Trnava.
Lošonec telt 543 inwoners.